# Some Heavy Ocean
Some Heavy Ocean es el primer álbum de estudio de la cantante y compositora estadounidense Emma Ruth Rundle, lanzado el 20 de mayo de 2014 a través de Sargent House. La escritura del álbum se dio lugar entre el verano de 2012 y 2013. EL álbum fue coproducido por  Rundle y Chris Common, completando la grabación en el estudio de Sargent House. Rundle indicó que "Living With the Black Dog" es su tema favorito del álbum. La canción "Oh Sarah" según dijo, fue la primera canción escrita de este material.

## Lista de canciones
| N.º | Título                      | Duración |  |
| 1.  | «Some Heavy Ocean»          | 1:43     |  |
| 2.  | «Shadows of My Name»        | 3:32     |  |
| 3.  | «Your Card the Sun»         | 0:49     |  |
| 4.  | «Run Forever»               | 3:55     |  |
| 5.  | «Haunted Houses»            | 4:42     |  |
| 6.  | «Arms I Know So Well»       | 3:43     |  |
| 7.  | «Oh Sarah»                  | 5:37     |  |
| 8.  | «Savage Saint»              | 4:21     |  |
| 9.  | «We Are All Ghosts»         | 4:10     |  |
| 10. | «Living With the Black Dog» | 4:42     |  |

## Créditos
- Emma Ruth Rundle - voz, bajo, flauta, guitarra, teclado, producción, composición[2]
- Andrea Calderon - instrumentos de cuerda, voz, arreglos
- Chris Common - bajo, batería, teclado, percusiones, voz, ingeniero de audio, mezclas, producción
- Greg Burns - pedal steel guitar, fotografía
- Henry Kohen - guitarra adicional en "Shadows of My Name"
- Marty Rifkin - mezclas y masterización
- Sonny Kay - arte y diseño de portada